# توآباد
توآباد دهی از دهستان خرقان شرقی واقع در شهرستان آوج استان قزوین است که ۹۹۶ نفر (۱۹۲ خانوار) سکنه دارد.